# Stazione meteorologica di Città di Castello
La stazione meteorologica di Città di Castello è la stazione meteorologica di riferimento per la località di Città di Castello.

## Coordinate geografiche
La stazione meteorologica si trova nell'area climatica dell'Italia centrale, nell'Umbria, in provincia di Perugia, nel comune di Città di Castello, a 280 metri s.l.m. e alle coordinate geografiche 43°28′N 12°14′E.

## Dati climatologici
In base alla media trentennale di riferimento 1961-1990, la temperatura media del mese più freddo, gennaio, si attesta a +4,9 °C; quella del mese più caldo, luglio, è di +22,2 °C.
Le precipitazioni medie annue si aggirano attorno ai 750 mm, con un minimo relativo in estate ed un picco in autunno .
| Città di Castello   | Mesi | Mesi | Mesi | Mesi | Mesi | Mesi | Mesi | Mesi | Mesi | Mesi | Mesi | Mesi | Stagioni | Stagioni | Stagioni | Stagioni | Anno |
| Città di Castello   | Gen  | Feb  | Mar  | Apr  | Mag  | Giu  | Lug  | Ago  | Set  | Ott  | Nov  | Dic  | Inv      | Pri      | Est      | Aut      | Anno |
| ------------------- | ---- | ---- | ---- | ---- | ---- | ---- | ---- | ---- | ---- | ---- | ---- | ---- | -------- | -------- | -------- | -------- | ---- |
| T. max. media (°C)  | 7,3  | 9,0  | 10,9 | 14,4 | 19,2 | 22,9 | 25,9 | 25,0 | 21,0 | 16,4 | 11,8 | 7,8  | 8,0      | 14,8     | 24,6     | 16,4     | 16,0 |
| T. min. media (°C)  | 2,4  | 3,7  | 4,6  | 7,1  | 10,8 | 14,3 | 18,5 | 17,5 | 14,4 | 9,2  | 5,4  | 2,7  | 2,9      | 7,5      | 16,8     | 9,7      | 9,2  |
| Precipitazioni (mm) | 72   | 72   | 52   | 65   | 63   | 59   | 43   | 51   | 53   | 61   | 102  | 61   | 205      | 180      | 153      | 216      | 754  |

## Sito web
https://www.protezionecivile-cdc.it/meteo.html